# Мухоцин
Мухоцин (пол. Muchocin, нім. Kalckreuth) — село в Польщі, у гміні Мендзихуд Мендзиходського повіту Великопольського воєводства.
Населення — 333 особи (2011).

## Демографія
Демографічна структура станом на 31 березня 2011 року:
|          | Загалом | Допрацездатний вік | Працездатний вік | Постпрацездатний вік |
| -------- | ------- | ------------------ | ---------------- | -------------------- |
| Чоловіки | 166     | 31                 | 124              | 11                   |
| Жінки    | 167     | 34                 | 101              | 32                   |
| Разом    | 333     | 65                 | 225              | 43                   |